# Live in France (Rodrigo y Gabriela)
Live in France è il terzo album dal vivo del duo musicale messicano Rodrigo y Gabriela, pubblicato nel 2011.

## Tracce
1. Hanuman – 4:47
2. Triveni – 4:28
3. Chac Mool – 1:10
4. Hora Zero – 5:51
5. Santo Domingo – 6:27
6. Gabriela Solo – 4:11
7. Buster Voodoo – 5:26
8. 11:11 – 5:16
9. Rodrigo Solo – 6:32
10. Savitri – 4:01
11. Tamacun – 6:01

## Formazione
- Rodrigo Sánchez – chitarra acustica
- Gabriela Quintero – chitarra acustica